# Istoria Cehoslovaciei
Cehoslovacia s-a format după prăbușirea Imperiului Austro-Ungar. Apariția noului stat a fost consfințită de semnarea Tratatului la Saint Germain en Laye la sfârșitul primului război mondial. În conformitate cu recensământul din 1921, Cehoslovacia avea 13.613.172 locuitori.
Edvard Beneš, al doilea președinte al Cehoslovaciei

Harta lingvistică a Cehoslovaciei în 1930

Populația republicii era formată din:
51 % cehi, 
23,4 % germani din Sudetenland 
14 % slovaci 
5,5 % unguri 
3,4 % ruteni, ucraineni și ruși 
1,3 % evrei 
1,4 % alte minorități – polonezi, români, țigani, etc. 
Din punct de vedere al limbilor oficiale, doar ceha și slovaca aveau acest statut. Celelalte minorități își puteau folosi limbile lor în raporturile cu administrația numai în regiunile în care reprezentau mai mult de 20% din populație. Primele alegeri legislative au avut loc pe 18 aprilie 1920. Tensiunile naționaliste au marcat întreaga viață politică a țării până la ocuparea ei de către Germania în 1939.
Pe 24 ianuarie 1924, Franța și Cehoslovacia au semnat un tratat de alianță. Tensiunile dintre cehi și slovaci au fost latente de-a lungul deceniului al treilea și în special în cel de-al patrulea. Germanii din Sudeți au înființat Partidul Germanilor Sudeți („Sudetendeutsche Partei” - SdP) condus de Konrad Henlein, care milita, (bucurându-se de sprijinul disimulat al naziștilor), pentru unificarea regiunii cu Reichul. Criza dintre cetățenii cehoslovaci de etnie cehă și cei de etnie germană s-a acutizat după Anschluss (ocuparea Austriei de către Germania) în 1938. Pentru toată lumea a devenit clar că următoarea mișcare a lui Hitler va fi ocuparea Sudeților. În luna februarie a anului 1938, Hitler a declarat public că rezolvarea justă a problemei Sudeților va fi făcută doar după unificarea cu Reichul a regiunilor locuite majoritar de germani. În Cehoslovacia, tensiunile naționaliste au atins un nou prag critic după ce SdP a respins toate propunerile făcute de președintele Edvard Beneš. În același an, guvernul de la Praga a scos în afara legii Partidul Germanilor Sudeți.